# Geoffroi Ier de Provence
Pour les articles homonymes, voir Geoffroi de Provence et Geoffroy Ier.
Geoffroi Ier, que l'on trouve également sous la forme Jaufre Ier, né probablement vers 1015 et mort entre 1060 et 1062, est un comte indivis de Provence, issu de la branche cadette de la dynastie comtale de Provence.
Il dirige sa part de la Provence en indivision avec son frère Foulques Bertrand, se qualifiant de marquis, à la mort de leur cousin Guillaume III de Provence, devenant ainsi chefs de la dynastie. 

## Biographie

### Origines
Geoffroi (parfois Geoffroy) ou Jaufre (Joufré) naît vraisemblablement vers 1015,. 
Il est le fils de Guillaume/Guilhem [II/III] († 1019), comte de Provence, et de Gerberge/Gerberga [de Bourgogne] († entre 1050/1054),, fille d'Otte-Guillaume, comte de Bourgogne et d'Ermentrude,,.
Il a deux frères aînés, Guillaume/Guilhem († v. 1030) et Foulques Bertrand († v. 1030),,,. Les trois frères sont mentionnés dans un acte de 1018 aux côtés de leur grand-mère, la comtesse Adélaïde d'Anjou († 1026), et leur mère, la comtesse Gerberge.

### Comte indivis de Provence
Son père, Guillaume/Guilhem [II/III], meurt en 1019 (Manteyer donnait « 1018, après le 30 mai »), lors de la révolte de son vassal, Pons de Fos, qui a reçu notamment le contrôle « l’étang de Berre, ses salins et ses pêcheries »,,. À la suite de la mort du comte Guillaume/Guilhem [II/III], la période est marquée par la révolte de plusieurs seigneurs qui pillent notamment les terres données par les comtes à Cluny,. La mère du comte, Adélaïde, et son épouse, Gerberge, tentent de maintenir le contrôle sur la Provence. Adélaïde fait appel à son fils Guillaume III /Guilhem Taillefer, comte de Toulouse, qui intervient en 1021. La Provence est plus ou moins pacifiée vers 1023. Entre temps, les Fos occupent de nouveau leurs anciennes possessions.
Guillaume/Guilhem [II/III], avait hérité de son père, qui appartient à la branche cadette de la dynastie de Provence, « du sud et à l'est de la Durance, [correspondant] à la basse Provence et la Provence alpine ». Le frère aîné, Guillaume/Guilhem († v. 1030) succède à leur père, mais il meurt jeune et sans postérité,. Avec son frère Foulques-Bertrand, ils héritent en indivision des parties basse et alpine de la Provence,, et se qualifient de comtes. À la mort de leur cousin au 5e degré, chef de la branche aînée de Provence, le marquis/comte /IV, en 1037, ils héritent d'un « quart indivis de la Provence qu'ils joignent à leur moitié », obtenant ainsi ce que l'on nomme la marche ou marquisat de Provence. Foulques-Bertrand, en tant qu'aîné, obtient Avignon, provenant de la branche aînée, tandis que Geoffroi s'installe à Arles, appartenant à leur père. Les deux frères cessent de porter le titre de comte se qualifiant désormais de marquis, titre que l'on trouve dans des actes de 1042, de 1044, de 1048 et de 1050.
Il intervient dans la lutte contre les Fos qui reprend en 1048. À cette date, il conclut un accord avec les frères Aicard et Geoffroy Ier, vicomtes de Marseille, pour récupérer la seigneurie de Fos-sur-Mer et d'Hyères,,. L'acte le qualifie de comte, aux côtés de sa femme, Stefania,.
D'autres donations, le plus souvent en faveur de l'abbaye Saint-Victor de Marseille, le montre comme vivant le plus souvent dans la région d'Arles.
Foulques-Bertrand meurt entre 1050/1054. Geoffroi continue seul à porter le titre de marquis. Dans un acte du 1er juillet 1055, il reçoit le titre de comte. 
Les derniers actes de sa part datent « du 15 février 1059/60 dans Arles et peut-être de 1060 ».

### Mort et succession
La date de sa mort n'est pas précisément connue. Manteyer (1908) indiquait « Il était mort dès 1063 et peut-être même dès février 1061/2 ». Poly (1976) indiquait quant à lui la date du « 16 janvier 1062/1063 ». L'historien Coulet (1979) retenait soit 1062, soit 1063.
Les auteurs de l'ouvrage La Provence au Moyen Âge (2005) placent la fin de son règne en 1062, tandis que Mazell (2011) donne 1060. Le site Internet Medieval Lands place sa mort le « [15 février/21 juillet] 1060 ».
Le chercheur Thierry Stasser (2019) retient quant à lui la plage « entre le 15 février 1060 et février 1062 ». Précisant que son fils, Bertrand II, qui lui succède, est mentionné comme comte aux côtés de sa mère Stéphanie, en février 1062. Stéphanie obtient la régence du comté à la mort de Bertrand († entre 1090/1094).
Son corps, comme celui de son père, est inhumé dans l'abbaye de Montmajour, située à une lieue d'Arles, « dans le cloître, à la porte du chapitre », précise Manteyer (1908).

## Famille
Geoffroi épouse, avant le 27 janvier 1040, une dame Stéphanie, (Stefania), surnommée Douce (Dolça),. Manteyer (1908) la nomme Étiennette ou Étiennette-Douce. Toutefois, l'origine de cette dame n'est pas connue à ce jour. Elle est mentionnée dans deux actes de l'abbaye de Saint-Victor de Marseille, aux côtés de son fils, en 1062 et en 1063 (ego Dulcis comitissa dono), puis un troisième en 1095 (Stephania cognomento Dulcis comitissa),. Le surnom de Douce pourrait être, selon Stasser (2019), « un nom de religion ou de veuve voilée ».
Le généalogiste hongrois, Szabolcs de Vajay (en) (1962), proposait pour sa part Étiennette de la famille vicomtale de Marseille, fille du vicomte Guillaume II de Marseille et de sa seconde épouse Stéphanie,. Cette hypothèse est retenue par le site Internet Medieval Lands.
Il a deux enfants, :
- Bertrand II/Bertran II († entre 1090/1094), comte puis marquis de Provence, marié à Mahau/Mathilda. Le couple n'a qu'une fille, Cécile/Cecilia.
- Gerberge/Gerberga († 1115), qui porte le prénom de sa grand-mère paternelle, comtesse de Provence, mariée à Girbert Ier de Millau, comte de Gévaudan.
Bien que sa filiation ne soit pas établie avec certitude, elle est considérée par la tradition comme sa fille[7]. Poly (1976) la donnait pour fille de Bertrand II[32].
Héritière de son frère, elle apporte à la maison de Millau-Gévaudan sa part de la Basse Provence, puis leur fille Douce de par son union avec Raimond-Bérenger III de Barcelone, l'apporte à la maison de Barcelone, à partir de 1112[3],[7].

Le site Internet Medieval Lands ne mentionne que Bertrand, ainsi que deux autres filles, l'une sans nom, qui aurait épousée Raymond IV, comte de Toulouse, et la seconde, Étiennette, dite aussi Stéphanie (morte en 1085) qui aurait épousée Guillem II comte de Bésalu. Pour Gerberge, les auteurs précisent la place en dehors de la filiaiton, indiquant l'absence de certitude.
Certains auteurs considèrent qu'elle s'est remariée avec Bernard II, comte de Bigorre. Toutefois, Stasser (2019) souligne qu'il « serait étonnant que la comtesse Stéphanie, mariée pour la première fois avant 1040, ait été recherchée par le comte de Bigorre vingt-quatre ans plus tard ». Ce dernier considère plutôt que Bernard II épouse « une fille homonyme de Stéphanie-Douce ».

## Postérité
Son corps est inhumé à Montmajour, la nécropole familiale des comtes de Provence. Son épitaphe nous livre l'image d'un guerrier :
Doux ici envers ceux qui sont doux, il fut dur envers les rebelles.
En fait, il a pris souvent les armes  pour récupérer les droits de ses ancêtres qu'une conception patrimoniale du pouvoir le pousse à exiger de façon hargneuse.